# 沈成栻
沈成栻（1884年12月25日—1955年），字叔玉，又字崑三，福建省侯官縣人，英國劍橋大學聖凱瑟琳學院畢業，工科進士。沈葆楨之孫，沈璘慶第三子。

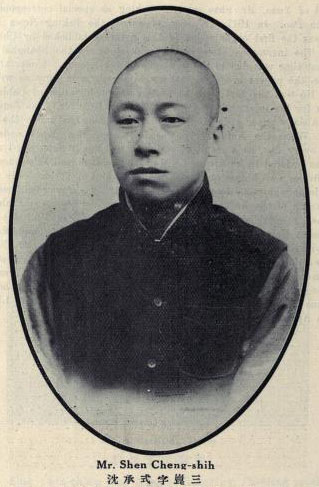

## 生平[1]
- 光緒十五年（1889年）生於上海，初研習中英文於北京。赴英國入劍橋大學聖凱瑟琳學院，專攻機械科，優等及格，1912年得學士學位。
- 宣統三年（1911年）九月，經學部驗看考試列最優等，賞給工科進士。[2]
- 民國1年（1912年）9月28日，派海軍技士[3]。
- 民國6年（1917年）9月8日，派交通部交通研究會會員[4]。
- 民國6年（1917年）12月20日，派充交通部鐵路技術委員會會員[5]。
- 民國7年（1918年）5月31日，派充交通部運輸會議議員[6]。
- 民國7年（1918年）6月8日，列席交通部第一次運輸會議會員[7]。
- 民國8年（1919年）3月17日，派交通部第七次中日聯運會議秘書[8]。
- 入海軍部，同時兼任北京國立大學土木工程科講師(1913至1917年)。後任北京市政府工程處副處長，及北京電車公司總務處長，至1923年。後到上海，服務於英美煙草公司及大英煙公司，該公司等後改名為頤中煙草股份有限公司及頤中運輸煙草股份有限公司，調任董事。抗戰勝利後，以國民政府經濟部特派員身份回上海接收頤中煙草公司，仍為該公司高級職員。1948年出走香港，後在香港去世[9]。